# مايلز بي. كاسل
مايلز بي. كاسل هو سياسي أمريكي، ولد في 11 أغسطس 1826 في ألباني في الولايات المتحدة، وتوفي في 10 أغسطس 1900. نشط حزبياً في الحزب الجمهوري. وقد انتخب عضو مجلس ولاية إلينوي ‏.